# Бахубал (упазіла)
Бахуба́л (бенг. বাহুবল, англ. Bahubal) — одна з 8 упазіл зіли Хабігандж регіону Сілхет Бангладеш, розташована на сході зіли.
Населення — 165 265 осіб (2008; 137 402 в 1991).

## Адміністративний поділ
До складу упазіли входять 7 вардів:
| Зіла      | Площа, км² | Населення, осіб (2008) |
| --------- | ---------- | ---------------------- |
| Бахубал   | -          | 24139                  |
| Бхадешвар | -          | 28715                  |
| Ламаташі  | -          | 20315                  |
| Мірпур    | -          | 21643                  |
| Путіджурі | -          | 22899                  |
| Саткапан  | -          | 26126                  |
| Снангхат  | -          | 21428                  |